# 875 (szám)
A 875 (római számmal: DCCCLXXV) egy természetes szám.

## A szám a matematikában
A tízes számrendszerbeli 875-ös a kettes számrendszerben 1101101011, a nyolcas számrendszerben 1553, a tizenhatos számrendszerben 36B alakban írható fel.
A 875 páratlan szám, összetett szám, amely kanonikus alakban az 53 · 71 szorzattal, normálalakban a 8,75 · 102 szorzattal írható fel. Nyolc osztója van a természetes számok halmazán, ezek növekvő sorrendben: 1, 5, 7, 25, 35, 125, 175 és 875.
A 875 négyzete 765 625, köbe 669 921 875, négyzetgyöke 29,58039, köbgyöke 9,56465, reciproka 0,0011428.